# 民心河

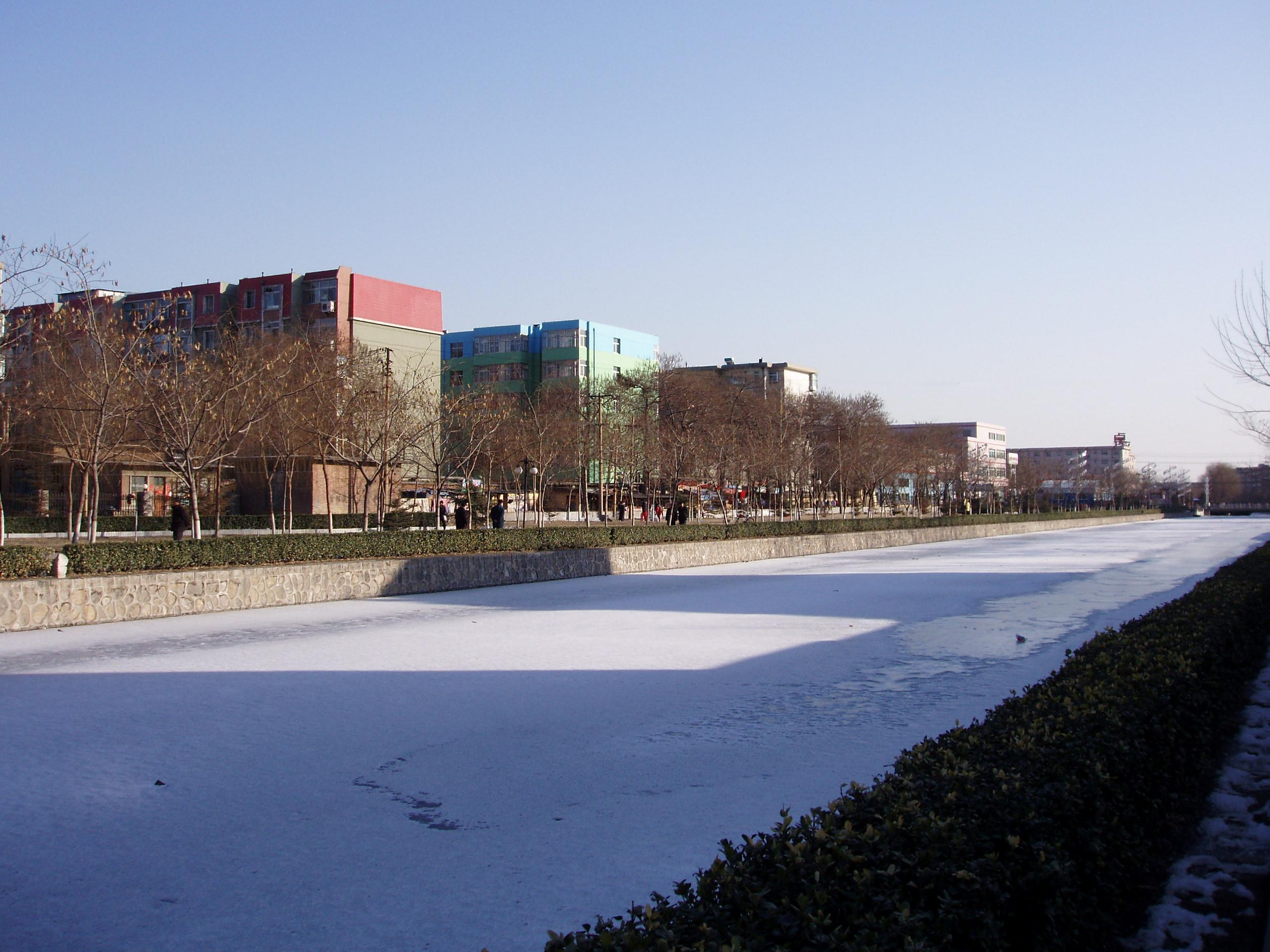
冬季的民心河

民心河，是位于中华人民共和国河北省石家庄市城区内的人工河道，是为改善城区环境而修建的大型生态引水工程。工程于1997年9月动工，1999年9月通水，水源来自石津总干渠。民心河由东、西、南、北、中5个河段首尾相连组成，总长56.9千米，平均宽20米，年引水量3058万立方米。民心河沿岸多建有绿地、公园、游园等设施。民心河有效改善了石家庄市的“热岛效应”，涵养了地下水源，同时也为市民提供了游览、休憩的好地方，成为城市重要的景观之一。